# Hallaxa chani
Hallaxa chani is een slakkensoort uit de familie van de Actinocyclidae. De wetenschappelijke naam van de soort is voor het eerst geldig gepubliceerd in 1975 door Gosliner & Williams.